# 7945 Kreisau
7945 Kreisau eller 1991 RK7 är en asteroid i huvudbältet som upptäcktes den 13 september 1991 av de båda tyska astronomen Freimut Börngen och Lutz D. Schmadel vid Tautenburg-observatoriet. Den är uppkallad efter Kreisaukretsen.
Asteroiden har en diameter på ungefär 4 kilometer.